# Кахунёнок
Каху́нёнок (кабард.-черк. Къэхъун цӏыкӏу ) — река в Урванском районе республики Кабардино-Балкария. Длина реки — 16 км.

## География
Кахунёнок берёт своё начало как родниковый ручей в урочище «Ниджа», недалеко от реки Черек и далее течёт на север принимая в себя различные родники. Далее изгибаясь, протекает через территорию села Кахун и к юго-западу от села Псыкод, впадает в реку Старый Кахун.

## Данные водного реестра
По данным государственного водного реестра России относится к Западно-Каспийскому бассейновому округу, водохозяйственный участок реки — Терек от впадения реки Урух до впадения реки Малка. Речной бассейн реки — Реки бассейна Каспийского моря междуречья Терека и Волги.
Код объекта в государственном водном реестре — 07020000612108200005244.
Код по гидрологической изученности (ГИ) — 108200524